# Arkezilaj
Arkezilaj [arkezílaj] (starogrško Ἀρκεσίλαος: Arkesílaos), starogrški filozof, * okoli 316 pr. n. št., Pitana, Eolija, † okoli 241 pr. n. št., Atene.
Arkezilaj je bil ustanovitelj Druge ali Srednje akademije.
Učil ga je Avtolik, matematik, s katerim sta se preselila v Sarde v Lidijo. Nato je prišel v Atene, kjer je študiral retoriko, vendar se je začel zanimati za filozofijo in postal najprej učenec Teofrasta, nato pa Krantorja. Pozneje je postal prijatelj predstojnika Platonove Akademije, Polemona, in Kratesa, ter nazadnje postal vodja šole (σχολάρχης).
Diogen Laert je navedel, da je podobno kot njegov naslednik Lakid Kirenski, umrl zaradi prevelikega pitja, vendar pričevanje drugih (npr. Kleanta) tej zgodbi nasprotuje. Arkezilaja so v Atenah zelo spoštovali.
1. ↑  Любкер Ф. Arcesilas // Реальный словарь классических древностей по Любкеру — Sankt Peterburg.: Общество классической филологии и педагогики, 1885. — С. 126-127.